# Żabie Oko

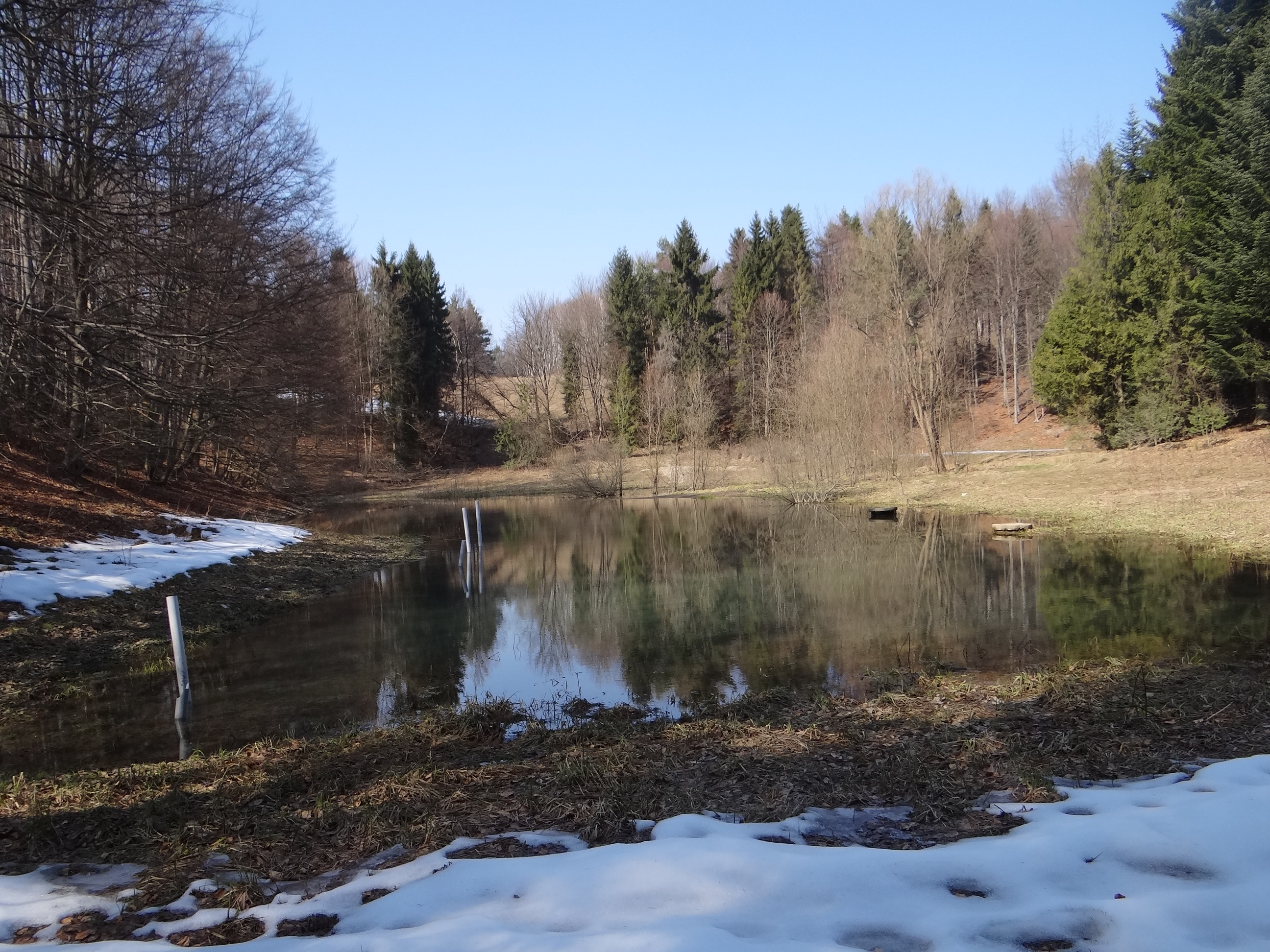

Żabie Oko – niewielki staw na południowo-zachodnich stokach Lubogoszczy w Beskidzie Wyspowym, na terenie wsi Kasinka Mała w województwie małopolskim. Znajduje się na wysokości 575 m, w lesie, tuż poniżej Bazy Szkoleniowo-Wypoczynkowej Lubogoszcz. Jest pochodzenia osuwiskowego, powstał wskutek osunięcia się dużego fragmentu stoku, stąd też przez miejscową ludność miejsce to nazywane jest Zapadliskiem. W Beskidzie Wyspowym obrywy są częstym zjawiskiem, występującym do dzisiaj.
Staw przez miejscową ludność nazywane było Stawiskiem, obecną nazwę nadali mu turyści później. W 1924 r. jeziorko to zauważyli z samolotu członkowie organizacji YMCA poszukujący miejsca na obozowisko dla młodzieży. Miejsce to spodobało im się i wkrótce wybudowali powyżej jeziorka bazę. Później przy jeziorku wykonano betonowy basen.
 Kasinka Mała – Lubogoszcz, do połączenia ze szlakiem czerwonym. Czas przejścia do stawku ok. 35 min.